# Mi sdoppio in 4
Mi sdoppio in 4 (Multiplicity) è un film del 1996 diretto da Harold Ramis.

## Trama
Il costruttore Doug Kinney è totalmente frustrato dalla vita. Orari massacranti e colleghi pretenziosi gli rendono il lavoro un incubo ed è completamente insoddisfatto del suo rapporto con moglie e figli, poiché non riesce ad essere presente come vorrebbe. Mentre è alle prese con l'ennesimo cantiere, dopo la rottura di una tubazione, Doug perde definitivamente le staffe e fracassa tutto ciò che lo circonda. Stupito dal suo comportamento, il direttore del centro medico nel quale la sua impresa sta lavorando lo invita ad aprirsi con lui, pensando di essere in grado di risolvere i suoi problemi. Il dottor Leeds è un celebre genetista e gli prospetta la soluzione di tutti i suoi problemi, ovvero un clone, che potrà sostituirlo al lavoro in modo che Doug abbia più tempo per sé stesso e per la famiglia.
Doug accetta e viene creato un suo clone, simile a lui ma più mascolino, che si sistema nel suo garage. Il clone "2" si occupa poi completamente del lavoro e Doug si ritrova così senza nulla da fare se non occuparsi della famiglia a tempo pieno visto che sua moglie Laura ha nel frattempo ripreso a lavorare. Si ritrova nuovamente insoddisfatto e si fa quindi produrre un secondo clone, che si occuperà della gestione della casa. Il clone "3" riesce piuttosto effeminato e va a vivere col primo clone nel garage. A questo punto però, diventa sempre più difficile per Doug gestire la situazione. Doug deve infatti continuamente nascondere alla moglie il fatto che vi siano i suoi cloni, i quali sentono poi il bisogno di avere una propria vita. La moglie inoltre, trovandosi ad avere a che fare ora con un Doug e ora con l'altro, è sempre più preoccupata dai suoi continui cambiamenti di personalità. I due cloni hanno poi la pessima idea di fare un quarto Doug, che risulta completamente fuori di testa, essendo una copia di una copia del vero Doug.
Esausto, Doug decide di prendersi un giorno di pausa, in barca a vela, durante il quale gli altri Doug distruggono completamente la sua vita. Viene licenziato dal lavoro, a causa dell'incompetenza di "3" e tutti i cloni finiscono per andare a letto con sua moglie. Quest'ultima, ormai disorientata, chiede poi un chiarimento a "4", scambiandolo per il vero Doug e, davanti alle sue risposte insensate, scappa di casa. Al suo ritorno Doug si ritrova a dover sistemare tutto quello che per troppo tempo aveva trascurato. Con l'aiuto dei cloni, ristruttura finalmente la casa, come aveva promesso alla moglie. Riesce così a riappacificarsi con lei e progetta di iniziare una propria attività lavorativa autonoma. I suoi tre cloni, dopo averlo salutato, partono per iniziare una loro vita in Florida.

## Accoglienza

### Critica
Michele Anselmi de L'Unità ha definito il film «divertente e ben scritto». Lo stesso Anselmi ha affermato che il film «si inserisce in quel filone di commedia paradossale che Ramis rinverdì con Ricomincio da capo anch'esso interpretato da Andie MacDowell».